# 08/15 La rivolta del caporale Asch
08/15 La rivolta del caporale Asch è un romanzo dello scrittore tedesco Hans Hellmut Kirst pubblicato nel 1954; concepito all'interno di una trilogia, fu seguito a breve da altri due episodi.

## Trama
Nel 1938 in una caserma della Wehrmacht il giovane artigliere Johann Vierbein viene considerato innocuo dal maresciallo capo Schulz, detto Spiedo, molto geloso della giovane moglie Lore: gli ordina di aiutarla a battere i tappeti di casa ma poi il caporale Asch gli mette la pulce nell'orecchio, rivelandogli che Vierbein ha molto successo con le donne. Il maresciallo torna a casa appena in tempo prima che Lore seduca la recluta.
Durante i permessi di libera uscita, Vierbein frequenta la casa del caporale Herbert Asch per fare la corte alla sorella Ingrid; Asch non è orgoglioso della famiglia, e considera la sorella una fanatica nazista. Per una serie di eventi, Vierbein riesce a inimicarsi tutti i suoi diretti superiori, a partire da Schulz; inoltre durante una gita in barca sul lago cittadino con Ingrid, si rende conto che la ragazza nutre su di lui ambizioni di carriera nell'esercito, mentre lui ha intenzione di diventare ingegnere.
Herbert Asch intanto, che ha iniziato una relazione con la cameriera Elisabeth Freitag, si dà da fare per proteggere il suo amico Vierbein, sebbene non approvi che lui esca con la sorella. Ma il soldato è divenuto la vittima preferita dei sottufficiali, che iniziano contro di lui una vera e propria tempesta di vessazioni. Il ragazzo giunge al limite della sopportazione quando riceve dalla madre la notizia che ha intenzione di separarsi dal padre. Durante un'esercitazione di tiro, Asch si accorge che Vierbein si è allontanato con il fucile e le munizioni e riesce a fermarlo prima che compia un atto inconsulto.
Disgustato dalla vita militare, e da quello che può fare su un povero ragazzo come Vierbein, Asch decide di ribellarsi contro l'istituzione. Dopo avere prevenuto il padre, e anche il padre di Elisabeth Freitag che dichiara di voler sposare in futuro, inizia la propria "folle rivolta" per far scoppiare tutte le contraddizioni della vita di caserma. Riesce con la propria testardaggine a far sostituire il sergente addetto al servizio di mensa, che lesinava sulle razioni, quindi tenta di rivolgersi contro il maresciallo capo Schulz, minacciato da un proiettile di fucile sparato dall'esterno del suo ufficio.
Elisabeth Freitag si reca in caserma e chiede aiuto al tenente Wedelmann perché teme che Asch possa mettersi nei guai. L'ufficiale infatti riesce a insinuarsi tra il graduato e il maresciallo capo, che lo fa ricoverare come pazzo in cella d'isolamento. Alla fine Asch non riuscirà a mettere in crisi il meccanismo spersonalizzante della caserma, ma sfuggirà a qualsiasi punizione grazie alla natura stessa dell'istituzione militare.

## Edizioni
- Hans Hellmut Kirst, 08/15 La rivolta del caporale Asch, Garzanti, 1960, ISBN 9788804576044.
- Hans Hellmut Kirst, 08/15 La rivolta del caporale Asch, traduzione di Mario Merlini, Baldini Castoldi Dalai, 2009, ISBN 9788860736031.